# Vasile Nicolae
Vasile Fernando Nicolae (trước đây Vasile Fernando Mihai; sinh ngày 29 tháng 11 năm 1995) là một cầu thủ bóng đá người România thi đấu ở vị trí tiền vệ cho ASU Politehnica Timișoara.